# Liste des nouvelles d'Anton Tchekhov
La liste des nouvelles d'Anton Tchekhov regroupe les nouvelles publiées par années par ordre alphabétique. 
Tchekhov a écrit six cent quarante-neuf récits et nouvelles durant sa vie, principalement entre 1883 et 1887, dans plusieurs journaux, notamment dans Les Éclats, Les Nouvelles russes, Le Messager du nord, La Pensée russe, Temps nouveaux, Le Journal de Pétersbourg et L'Artiste. À ce jour[Quand ?], un peu plus de la moitié a été traduite en français, . Cette liste est donc non exhaustive.

## Pseudonymes
La très grande majorité des nouvelles écrites par Anton Tchekhov ont été publiées sous des pseudonymes. Cela lui servait à protéger son identité pendant ses études de médecine et lui permettait d'écrire pour plusieurs journaux à la fois. C'est d'ailleurs un conseil que l'auteur donne aux jeunes écrivains : 

« Quand tu as fini d'écrire, signe. Si tu ne poursuis pas la renommée et si tu as peur des coups, utilise un pseudonyme. »

### Liste des pseudonymes utilisés par Tchekhov pour la publication de ses nouvelles
- Antche
- Antocha
- Le géant
- Antocha Tch
- Antocha Tchekhonte,
- A.Tchekhonte, le plus utilisé
- A. Tch
- A. Tch----e
- An. Tch
- An. Tchekhov
- Écrou No 6
- G.B…
- Kislaev
- Le frère de mon frère
- Le Freu
- L'homme sans r…
- L'homme sans rate
- Le lieutenant Kotchkarev
- Mon nom et moi
- Rouver
- Rouvière
- Rouvière et Revour
- Tch.B.S
- Tchekhov An.
- TS
- Ulysse
- Un homme qui monte
- Un médecin sans patient
- Un poète prosateur.
- Z[4]

## Chronologie des parutions

### 1880
11 nouvelles ont été publiées en 1880.
- Avant la noce
- Ce qui se rencontre le plus souvent dans les romans, nouvelles, etc.
- Des philanthropes qui s'ennuient
- Devoirs de vacances
- En américain
- Il ne faut pas chasser deux lièvres à la fois
- Lettre d'un gentilhomme rural du Don
- Mille et une passions ou la nuit terrible
- Mon jubilé
- Papa
- Pour des pommes

### 1881
10 nouvelles ont été publiées en 1881.
- Et ceci et cela, poésie et prose
- Extrait d'un journal de voyage
- La Saison des mariages
- Le Jugement
- Le Pécheur de Tolède
- Le Vingt-neuf juin
- Salon de variété
- Sarah Bernardt
- Scènes de la vie de campagne
- Tempéraments

### 1882
29 nouvelles ont été publiées en 1882.
- Deux scandales
- Épouses d'artistes
- Esculapes de village
- Fleurs tardives
- Hamlet sur une scène pouchkinienne
- Il a oublié
- Il et Elle
- Il s'est attiré des ennuis
- L'Offense dont le titre original est Une victoire inutile
- La Foire
- La Vie en questions et en exclamations
- Le Baron
- Le Cap vert
- Le rendez-vous n'a pas eu lieu, mais…
- Le Théâtre fantastique de Lenstovski
- Lequel des trois ?
- Problèmes d'un mathématicien fou
- Publicités comiques et affiches
- Questions supplémentaires pour l'inscription statistique de la carte d'identité destiné à Antocha Tchekhonte
- Un brave type
- Un correspondant
- Une cause perdue
- Une confession ou Olia, Génia, Zoïa
- Une denrée vivante
- Une histoire mauvaise
- Une idylle – hélas et hourra
- Une vengeance
- Une visite ratée

### 1883
117 nouvelles ont été publiées en 1883.
- À Moscou, sur la place Troubnaïa
- À propos des fiancés
- Almanach de Tchekhov du Réveil-matin
- Amérique à Rostov-sur-le-Don
- Amour repoussé
- Anatomie succincte d'un homme
- Au bureau de poste
- Au clou
- Banqueroutiers d’affaires
- Bibliographie amusante de Tchekhov
- C’est la stricte vérité
- Chevaliers sans peur et sans reproches
- Chez le barbier
- Chronique judiciaire
- Comment j'ai convolé en justes noces
- Confession
- Conseil
- Dans la nuit de Noël
- Dans notre siècle pratique
- Déguisés - Masques
- Député ou comment Desdémone a perdu 25 roubles
- Deux en un - Les deux visages
- Deux romans - 1. Le Roman du docteur 2. Le Roman du reporter
- Die Roussiche natour
- Discours et diseuses de bonnes aventures
- Éclairage de wagon
- Elle est partie
- En automne
- En landau
- En mer
- Épreuve
- Esprit du temps
- Extrait du journal d'une jeune fille
- Extraits du journal d'un aide-comptable
- Femme - auteur classique
- Fraudeurs malgré eux
- Hors d’œuvre - Un bon petit souper
- Il a compris
- Iles volantes
- Ironie du sort
- La Croix
- La Dame
- La Feuille
- La Fille d’un conseiller commercial
- La Mort d'un fonctionnaire
- La Nuit sombre
- La Saint Pierre
- Le Bouc et le chenapan
- Le Chat
- Le Chef de gare
- Le Directeur des postes
- Le Gros et le Maigre
- Le Héros est madame
- Le Miroir déformant
- Le Monde de théâtre
- Le Mufle et la demoiselle
- Le Petit Frère
- Le Renseignement
- Le Roman d'un avocat
- Le Saule
- Le Tragédien
- Le Triomphe du vainqueur
- Le Trousseau
- Le Tuteur
- Les Bienfaiteurs
- L’ex-serf - Un esclave à la retraite
- L’examen
- Liste des exposants, des médailles d'honneur en fonte de la section russe à l'exposition d'Amsterdam
- L'Unique Moyen - Seul Moyen
- Ma belle-mère est avocat
- Ma nana
- Mayonnaise
- Mes traits d’esprit et sentences
- Où mènent les humanités
- Paroles, paroles, paroles
- Philanthrope
- Prendre acte des parasites
- Prières contemporaines
- Protection
- Quelque chose
- Questions et réponses
- Quoi de mieux
- Rangs et titres
- Récit difficile à titrer
- Reconnaissant - La Reconnaissance
- Recueil pour enfant
- Repka - Le Navet
- Rêves poétiques
- Séance de magnétisme
- Soirée
- Soirée de bénéfice
- Tout le portrait de son grand-père
- Un allemand reconnaissant
- Un cabaretier vertueux
- Un cas de manie de la grandeur
- Un Fou
- Un méchant garnement
- Un moment empoisonné
- Un patriote à sa patrie
- Un portier intelligent
- Un roublard
- Un sot ou un capitaine à la retraite
- Un voleur
- Un zélateur - Un homme zélé
- Une calomnie
- Une chiffe - La Bouillie
- Une collection
- Une épreuve
- Une erreur
- Une femme sans préjugés
- Une fille d'Albion
- Une fois par an
- Une grande joie
- Une juriste
- Une mauvaise rencontre
- Une nature énigmatique
- Vania, Mamacha, Tantine et le secrétaire
- Vingt-six

### 1884
81 nouvelles ont été publiés en 1884.
- Âme démocrate
- Asile pour malades incurables et très âgés
- Attention au feu
- Au chevet d'un malade
- Au cimetière
- Aveuglement
- Biographie de notables contemporains
- Caméléon
- Caractéristique des peuples
- Chirurgie
- Contrat de l'année 1884 avec l'humanité
- De Charybde en Scylla
- Déclarations embrouillées
- Désordre à Rome
- Deux lettres
- Dialogue ailé
- Drame de chasse
- Examen de titularisation
- Idylle
- Il est bon d’avoir des limites
- Je me suis disputé avec ma femme
- La Chorale
- La Décoration
- La Fermentation des esprits
- La Langue mène à Kiev
- La Lecture
- La Partie de Wint
- La Pauvreté la plus totale
- La Vengeance d'une femme
- L’Affaire Rykov et cie
- L'Album
- L'Allumette suédoise
- Le Charbon russe
- Le Discours et la courroie
- Le Général à la noce
- Le Journal de la Trinité
- Le Masque
- Le Pardon
- Le Registre des réclamations
- Le Répétiteur
- Le Sapin de Noël
- L’éclipse de lune
- L’Enseigne
- Les Huîtres
- Les Larmes invisibles au monde
- Les Mesures qui s'imposent
- Lettre à un reporter
- Maria Ivanovna
- Mariage d'intérêt
- Mauvaise humeur
- Mes épouses
- Messieurs les petits-bourgeois
- Nouveauté
- Oh ! Femmes, femmes !
- Pensées incongrues
- Pensées non nuisibles
- Perpetuum mobile
- Plaisir de la datcha
- Prescription
- Quelque chose de la foire
- Quelques pensées au sujet de l’âme
- Réflexions
- Scènes d'un passé récent
- Testament de la vieille année 1883
- Tonton et le chien
- Tragiques louches et dramaturges polissons
- Trifon
- Un bal français
- Un comique
- Un démocrate
- Un examen idéal
- Un génie des bois naïf
- Un homme fier
- Un homme jeune
- Un nouveau secrétaire
- Un problème - Une énigme
- Une estivante
- Une marguerite contemporaine
- Une nuit d'épouvante
- Vaudeville
- 75000

### 1885
122 nouvelles ont été publiées en 1885.
- À deux c'est mieux
- À la pharmacie
- À l'hôtel
- Abruti de l'intelligentsia
- Ah ! Les usagers !
- Anecdote sur Dargomyjski
- Annotations
- Août
- Après le bénéfice
- Au bain
- Avril
- Broutilles
- Ceci cela
- Chez la maréchale de la noblesse
- Chronologie vivante
- Conseils médicaux
- Conversation entre un homme et son chien
- Corvées de nouvel an
- Disciplines onctueuses de la règle
- Eclats de la vie moscovite
- Égarés
- Elle est mienne - Mon Elle
- En haut de l'escalier
- En terre étrangère
- En villégiature - Les Estivants
- En wagon
- Extrait du journal d'un idéaliste
- Faites attention à la marche
- Gerart
- Il a monté un bateau
- Il y est allé trop fort - Il a mis trop de sel - Trop salé
- Incident à la datcha
- Instruction générale
- Juin et juillet
- La Chiffe - Le Chiffon
- La Contrebasse et la Flûte
- La cuisinière prend époux
- La Dernière des Mohicanes
- La femme du point de vue d'un ivrogne
- La Lotte
- La Marmaille
- La Menace
- La Note
- La Pêche
- La Saison des chapeaux
- La Vie est belle
- L’Affairiste
- Le Cadavre
- Le Chasseur - Eger
- Le Cheval et la biche frémissante
- Le Corbeau
- Le Dindon
- Le Fiancé et papa
- Le Mariage pendant 10-15 ans
- Le Miroir
- Le Monticule rouge
- Le Mur
- Le Noyé
- Le Papetier
- Le Penseur
- Le Pianiste
- Le Père de famille
- Le Point d'exclamation
- Le Portefeuille
- Le Procès de l'année 1884
- Le sort n'a pas voulu - Ce n'est pas son destin
- Le Sous-officier Prichibéïev - Le Chicaneur
- Le Staroste
- Le Tapeur
- L'Écrivain
- Les Bottes
- Les Bouc émissaires
- Les Deux journalistes
- Les Étrennes - Les fêtes
- Les femmes ont de la chance - Le Bonheur féminin
- Les Nerfs
- Les Psychopathes
- Les Siffleurs
- Les Supprimés
- L’Étranger
- L’hôte
- L'Imprésario sous le divan
- Litanie
- L'Uniforme du capitaine
- Ma conversation avec Edison
- Malveillance
- Mari d'elle
- Mars
- Menu Fretin
- Ninotchka
- On ne cache pas une aiguille dans un sac
- Opinions en raison de la catastrophe chapelière
- Pavline et son chapeau de plumes de corbeau
- Petites notes de service
- Préface indispensable
- Promenade au parc de Sokolniki
- Quelque chose de sérieux
- Rapport
- Réclame
- Recommandation à ceux qui désirent se marier
- Règles pour écrivains débutants
- Remède contre les crises d'ivrognerie
- Remèdes domestiques
- Sainte simplicité - Sainte innocence
- Sans espoir - Un désespéré
- Sans travail - Sur le pavé
- Simulateurs
- Sur la lune
- Taxe pharmaceutique ou sauvez-vous on vous vole
- Toast des dames
- Toast des prosaïques
- Torpeur
- Un chien de prix
- Un cynique
- Un diplomate
- Un garde aux arrêts
- Un malheur - Le Chagrin
- Un nid de koulaks
- Un nom de cheval
- un rêve
- Une célébrité battue ou accès d'ivrognerie
- Une histoire de poisson
- Vieillesse

### 1886
120 nouvelles ont été publiés en 1886
- À la datcha
- À la pension
- À Paris
- Accise
- Agafia
- Aïe, mes dents !
- Amour
- Aniouta
- Au bord de la rivière
- Au moulin
- Au printemps
- Au téléphone
- Au tribunal
- Barychen
- Braves gens
- Calchas
- Cauchemar
- C'était elle !
- Ceux qui sont de trop
- Chut !
- Commande
- Conte
- Conversation entre un ivrogne et un diable sobre
- Dames
- Dans le noir
- De la fragilité des choses humaines
- Denrée périssable
- Des intellectuelles cabaretiers
- Drame
- Effets de mode
- En voyage
- Ennui existentiel
- Fatalité
- Frayeurs
- Geignement
- Gricha
- Histoire de rire
- Histoire sans fin
- Hydrophobie
- Ivan Matvéïtch
- Jubilé
- La Choriste
- La Fange
- La Fin d'un acteur
- La Langue trop longue
- La Nuit au cimetière
- La Nuit de Pâques
- La Nuit qui précéda le jugement
- La Petite Classe
- La Pharmacienne
- La Proposition
- La Scarlatine et un mariage heureux
- La Sœur
- La Sorcière
- La Table littéraire des rangs
- Le Bas rose
- Le Conseiller secret
- Le Croque-mitaine
- Le Dramaturge
- Le Freux
- Le Jeune Premier
- Le Locataire du 31
- Le Loup
- Le Malheur des autres
- Le Mari
- Le Roman d'une contrebasse
- Le Voyageur de première
- Les Cartes de visite
- Les Commensaux
- Les Crêpes
- Les Femmes
- Les Gens difficiles
- Les Riens de l'existence
- Lettres
- L'Instituteur
- Liste des personnes ayant droit de voyager gratuitement sur les chemins de fer russes
- L'Orateur
- L'Œuvre d'art
- Ma conversation avec le chef de la poste
- Malheur
- Martyrs
- Martyrs du nouvel an
- Mauvais Caractères
- Mon Dosmostroï
- Ouverture
- Poison
- Pour cause d'oisiveté
- Premier Début
- Pur Hasard
- Qui est coupable ?
- Rara avis
- Raté
- Règles de vie à la campagne
- Requiem
- Rêves
- Sensations fortes
- Son premier amour
- Statistiques
- Sur la route
- Tristesse
- Tu et vous
- Un beau tumulte !
- Un chef-d'œuvre
- Un concours
- Un événement
- Un français idiot
- Un heureux mortel
- Un homme
- Un homme de sa connaissance
- Un homme de talent
- Un homme pas comme les autres
- Un hôte inquiétant
- Un récit qui ne finit pas
- Une découverte
- Une journée à la campagne
- Une mauvaise nuit
- Une personnalité lumineuse
- Une personne
- Une ville très grande
- Vanka

### 1887
66 nouvelles ont été publiées en 1887.
- À la maison
- Avant l'éclipse
- Conte
- Dans la remise
- Dans le corps enseignant
- De bon matin!
- Des leçons onéreuses
- Docteur
- Ennemis
- Faits divers
- Fièvre typhoïde
- Fragment du journal d'un irascible
- Impassibilité
- Inadvertance
- Infortune
- Intempérie
- Intrigues
- Ivrognes
- Jour de glace
- Kachtanka
- La Fortune
- La Lettre
- La Noce
- La Poste
- La Sirène
- La Torture de la nouvelle année
- La Vieille Maison
- Le Baiser
- Le Boa et lapin
- Le Champagne
- Le Fruit du péché
- Le Fugitif
- Le Juge d'instruction
- Le Lion et le Soleil
- Le Mendiant
- Le Mystère
- Le Numéro gagnant
- Le Père
- Le Pipeau
- Le Récit de Mlle X
- Le Vengeur
- Les Ennuis de l'existence
- Les Garçons
- Les Laïques
- Les Larmes hivernales
- Les Malfaiteurs
- Polinka
- Premiers Secours
- Semaine sainte
- Ténèbres
- Un bon allemand ou anecdote
- Un cosaque
- Un critique
- Un drame
- Un mauvais coup
- Un parmi d'autres
- Un petit bourgeois
- Un problème
- Un roule-ta-bosse
- Une bonne fin
- Une créature sans défense
- Une histoire désagréable
- Une rencontre
- Veille de Carême
- Véra
- Volodia
- Zinotchka

### 1888
11 nouvelles ont été publiées en 1888.
- Beautés
- Des hypocrites moscovites
- Jour de fête
- La Crise
- La Steppe
- Le Savetier et le Malin
- Les Feux - Ogni
- L'Envie de dormir
- Notre mendicité
- Un désagrément
- Sans titre

### 1889
6 nouvelles ont été publiées en 1889. 
- Conte
- Déclaration forcée
- La Princesse
- Le Pari
- Les Petits-bourgeois[5]
- Une banale histoire

### 1890
2 nouvelles ont été publiées en 1890.
- Goussiov
- Les Voleurs

### 1891
5 nouvelles ont été publiées en 1891.
- À Moscou
- La Question
- Le Duel
- Les Garces
- Les Prestidigitateurs

### 1892
16 nouvelles ont été publiées en 1892.
- Amour de poisson
- Après le théâtre
- En déportation
- Fragment
- Journal d'un vieux pédagogue à la retraite
- La Cigale
- La Peur
- La Salle n° 6
- Le Cercle littéraire et artistique de la capitale
- Les Voisins
- L'Histoire d'une entreprise marchande
- Ma femme
- Quelle maladie a tué Hérode
- Un amour de poisson
- Un discours de ministre
- Une nouveauté intéressante

### 1893
3 nouvelles ont été publiées en 1893.
- La Choriste, idem La Choriste en 1886
- Récit d'un inconnu
- Vladimir le grand et Vladimir le petit

### 1894
9 nouvelles ont été publiées en 1894.
- Dans une gentilhommière - A la campagne
- En autre
- Le Moine noir
- Le Professeur de lettres
- Le Récit du jardinier-chef
- Le Soir
- Le Violon de Rothschild
- L'Étudiant
- Un royaume de femmes

### 1895
6 nouvelles ont été publiées en 1895.
- Anne au cou
- Arianne
- Front blanc
- Un meurtre
- L'Épouse
- Trois Années

### 1896
2 nouvelles ont été publiées en 1896.
- La Maison à mezzanine
- Ma vie

### 1897
4 nouvelles ont été publiées en 1897.
- Dans son coin natal
- En tombereau
- Le Petchenègue
- Les Moujiks

### 1898 et après
16 nouvelles ont été publiées de 1898 à 1903.
- À Noël
- Chez des amis
- Dans la combe
- De l'amour
- Douchetchka
- En service
- Enfants affamés
- Ionytch
- La Dame au petit chien
- La Fiancée
- La Nouvelle Villa
- Les Groseilliers
- L'Évêque
- L'Homme à l'étui
- Tout sur grand-père
- Une visite médicale

## Éditions en français
- Œuvres d'Anton Tchekhov, Les Éditeurs français réunis (1952-1971), 21 volumes :
  - Œuvres de 1883, 1952
  - Œuvres de 1884, 1953
  - Œuvres de 1885, 1955
  - Œuvres de 1886, 1958
- Anton Tchekhov, Bibliothèque de la Pléiade, éditions Gallimard[6] :
  - tome I : Théâtre complet - Récits 1882-1886, traduit par Madeleine Durand, André Radiguet, 26 janvier 1968  (ISBN 9782070105496)
  - tome II : Récits 1887-1892, traduit par Édouard Parayre, révision de Lily Denis, 23 octobre 1970  (ISBN 9782070105502)
  - tome III : Récits 1892-1903, traduit par Édouard Parayre, révision de Lily Denis, 27 janvier 1971  (ISBN 2070106284)
- Anton Tchekhov, Le Violon de Rotschild et autres nouvelles, trad. fr. André Markowicz, Alinéa, coll. Point de retour, 1986  (ISBN 978 2 90463128 3)
- Anton Tchekhov, Premières nouvelles, trad. fr. Madeleine Durand, Paris, 10/18, coll. Domaine étranger, 2004  (ISBN 978 2 26403973 6)
- Anton Tchekhov, Le Malheur des autres, trad. fr. Lily Denis, Paris, Gallimard, coll. Du monde entier, 2004  (ISBN 978 2 07074642 2)
- Anton Tchekhov, Elle et Lui : Nouvelles sur les acteurs et le monde du théâtre, préf. & trad. fr. Bernard Kreise, Paris, Les Belles Lettres, coll. Domaine étranger, 176 p., 2025  (ISBN 978-2251456478)